# Canariellanum
Canariellanum es un género de arañas araneomorfas de la familia Linyphiidae. Son endémicas de las Islas Canarias.

## Lista de especies
Según The World Spider Catalog 14.5:
- Canariellanum albidum Wunderlich, 1987
- Canariellanum arborense Wunderlich, 1987
- Canariellanum hierroense Wunderlich, 1992
- Canariellanum palmense Wunderlich, 1987